# Орджано
Орджа̀но (на италиански: Orgiano; на венециански: Orgian, Орджан) е малко градче и община в Северна Италия, провинция Виченца, регион Венето. Разположено е на 30 m надморска височина. Населението на общината е 3057 души (към 2015 г.).